# Quiabentia zehntneri
Quiabentia zehntneri ist eine Pflanzenart aus der Gattung Quiabentia in der Familie der Kakteengewächse (Cactaceae). Das Artepitheton zehntneri ehrt den Schweizer Biologen Leo Zehntner. Trivialnamen sind „Quiabento“, „Flor de Cera“ und „Espinho de São Antonio“.

## Beschreibung
Quiabentia zehntneri wächst strauchig mit schlanken grünen Trieben und erreicht Wuchshöhen von bis zu 3 Metern. Ihre 2 bis 4 Zentimeter langen Laubblätter sind eiförmig bis fast kreisrund und gespitzt. Die Triebe sind mit zahlreichen kurzen weißen Dornen besetzt.
Die leuchtend rosaroten Blüten sind 3 bis 4 Zentimeter lang und erreichen Durchmesser von 7 bis 8 Zentimetern.

## Verbreitung, Systematik und Gefährdung
Quiabentia zehntneri ist im Nordosten Brasiliens auf Felsen in der offenen Caatinga-Vegetation in Höhenlagen von 450 bis 750 Metern verbreitet.
Die Erstbeschreibung als Pereskia zehntneri erfolgte 1919 durch Nathaniel Lord Britton und Joseph Nelson Rose. Im Anhang des vierten Bandes ihres Werkes The Cactaceae stellten die beiden Autoren 1923 für die Art die neue Gattung Quiabentia auf. Ein weiteres nomenklatorisches Synonym ist Grusonia zehntneri (Britton & Rose) G.D.Rowley (2006).
Quiabentia zehntneri wird in der Roten Liste gefährdeter Arten der IUCN als „Least Concern (LC)“, d. h. als nicht gefährdet,  eingestuft.

## Nachweise